# 奥兰德 (加利福尼亚州)
奥兰德（英語：Orland），是美国加利福尼亚州格伦县下属的一座城市。建市于1909年11月11日，面积大约为2.97平方英里（7.7平方公里）。根据2010年美国人口普查，该市有人口7,291人。